# 제제 랄페클루아
제제 랄페클루아(영어: Jeje Lalpekhlua, 1991년 1월 7일 ~ )는 인도의 전직 축구 선수이자 현 정치인으로 현역 시절 공격수로 활약했으며 현재 조람민중운동당 소속 의원으로 활동 중이다.

## 클럽 경력
2007년에 푸네 유스 팀에 입단하면서 데뷔했다. 2008년에 푸네 성인 팀으로 승격되면서 인도의 2부 축구 리그인 I리그 세컨드 디비전 무대에 데뷔했고 2009 I리그 세컨드 디비전 시즌에서 푸네의 I리그 승격에 기여했다. 2010년부터 2011년까지 인도 축구 연맹이 청소년 축구 선수를 육성하기 위해 특별히 창단한 축구단인 파일린 애로스(현재의 인디언 애로스)에 임대되었다.
2011년 7월을 기해 푸네에 복귀했으며 2013년 6월에 뎀포로 이적했다. 2014년 5월을 기해 모훈 바간으로 이적했고 2014-15 시즌에서 모훈 바간의 I리그 우승에 기여했다. 2014년 9월에 인도 슈퍼리그 소속 축구 클럽인 첸나이로 임대되었고 2015 인도 슈퍼리그 시즌에서 첸나이의 우승에 기여했다. 2015년에는 첸나이와 2년 계약을 체결했다.
2015-16 I리그 시즌에서 친정 팀인 모훈 바간으로 임대되었다. 2015-16 페더레이션컵 시즌에서는 8골을 기록하면서 모훈 바간의 우승에 기여했고 대회 득점왕과 MVP를 석권하는 영예를 안았다.

## 국가대표 경력
2011년 3월 21일에 열린 중화 타이베이와의 2012년 AFC 챌린지컵 예선 경기에 처음 출전하여 인도 축구 국가대표팀 선수로 데뷔했으며 해당 경기에서 자신의 국가대표팀 첫 골을 기록했다. 2011년 3월 23일에 열린 파키스탄과의 2012년 AFC 챌린지컵 예선 경기에서 2골, 2011년 3월 25일에 열린 투르크메니스탄과의 2012년 AFC 챌린지컵 예선 경기에서 1골을 기록하면서 인도의 2012년 AFC 챌린지컵 본선 진출에 기여했다.
인도에서 개최된 2015년 남아시아 축구 선수권 대회에서 3골을 기록하면서 인도의 우승에 기여했고 2019년 AFC 아시안컵 예선에서는 6골(라오스와의 원정 경기 1골, 라오스와의 홈 경기 2골, 마카오와의 홈 경기 1골, 미얀마와의 홈 경기 1골, 키르기스스탄과의 원정 경기 1골)을 기록하면서 인도의 2019년 AFC 아시안컵 본선 진출에 기여했다. 아랍에미리트에서 개최된 2019년 AFC 아시안컵에 참가하여 태국과의 조별 예선 경기에서 1골을 기록하면서 인도의 4-1 승리에 기여했으나 인도는 아랍에미리트, 바레인과의 조별 예선 경기에서 연달아 패배하면서 탈락하고 말았다.

## 수상

### 클럽
모훈 바간
- I리그 1회 우승 (2014-15)
- 페더레이션컵 1회 우승 (2015-16)

첸나이 FC
- 인도 슈퍼리그 2회 우승 (2015, 2017-18)

### 국가대표
인도
- 2015년 남아시아 축구 선수권 대회 우승

### 개인
- 2013년 인도 축구 연맹 선정 올해의 신흥 축구 선수 수상
- 2015-16 시즌 페더레이션컵 득점왕 수상
- 2015-16 시즌 페더레이션컵 MVP 수상
- 2016년 인도 축구 선수 협회 선정 올해의 축구 선수 수상
- 2016년 인도 축구 연맹 선정 올해의 축구 선수 수상